# Chapdeuil
Chapdeuil (trong tiếng Occitan Lo Chapduelh) là một xã của Pháp, nằm ở tỉnh Dordogne trong vùng Aquitaine của Pháp. Xã này có diện tích 7,71 km2, dân số năm 2005 là 115 người. Xã nằm ở khu vực có độ cao trung bình 124 m trên mực nước biển.

## Hành chính
| Danh sách các xã trưởng                |             |                   |      |         |
| Giai đoạn                              | Giai đoạn   | Tên               | Đảng | Tư cách |
| tháng 3 năm 2001                       | đương nhiệm | Jean-Pierre Sixte | PCF  | hưu trí |
| Tất cả các dữ liệu trước đây không rõ. |             |                   |      |         |

## Thông tin nhân khẩu
| Năm    | 1962 | 1968 | 1975 | 1982 | 1990 | 1999 | 2005 |
| ------ | ---- | ---- | ---- | ---- | ---- | ---- | ---- |
| Dân số | 170  | 162  | 139  | 133  | 124  | 111  | 115  |